# Aintree Racecourse
Aintree Racecourse er en væddeløbsbane i Aintree nær Liverpool i Storbritannien. 
På Aintree har Grand National Steeplechase været afviklet april hvert år siden 1837. Der rides også fladløb og hurdleløb på Aintree Racecourse.
I tilknytning til Aintree Racecouse er anlagt en motorsportsbane Aintree Motor Racing Circuit, hvorpå der i 1950'erne og 1960'erne tidligere har været kørt Formel 1-løb (Storbritanniens Grand Prix og Europas Grand Prix). Hestevæddeløbsbanen og motorsportsbanen deler tilskuerfaciliteter m.v. 